# Étude cinégraphique sur une arabesque
Pour plus de détails, voir Fiche technique et Distribution.
Étude cinégraphique sur une arabesque (on trouve parfois le titre Arabesques) est un film français réalisé par Germaine Dulac, sorti en 1929.

## Synopsis
Variations sur le thème de l'arabesque.

## Fiche technique
- Titre original : Étude cinégraphique sur une arabesque
- Réalisation : Germaine Dulac
- Pays de production :  France
- Format : Noir et blanc  — 16 mm — 1,33:1 — Film muet
- Genre : film expérimental
- Durée : 7 minutes 13
- Dates de sortie : 
  - France : 1929